# Irvingia
Irvingia é um género botânico pertencente à família Irvingiaceae.
Plantas encontradas na África e Sudeste asiático.

## Espécies
Composto por 29 espécies:
| - Irvingia australiana - Irvingia barteri - Irvingia caerulea - Irvingia duparqueti - Irvingia erecta - Irvingia excelsa - Irvingia fusca - Irvingia gabonensis - Irvingia glaucescens - Irvingia grandifolia | - Irvingia griffoni - Irvingia harmandiana - Irvingia hookeriana - Irvingia laeta - Irvingia lobata - Irvingia longepedicellata - Irvingia malayana - Irvingia mossambicensis - Irvingia nodosa - Irvingia oblonga | - Irvingia oliveri - Irvingia pauciflora - Irvingia platycarpa - Irvingia robur - Irvingia smithii - Irvingia tenuifolia - Irvingia tenuinucleata - Irvingia velutina - Irvingia wombolu |